# تينا مارتن
تينا مارتن (بالإنجليزية: Tina Martin)‏ هي مدربة كرة سلة أمريكية، ولدت في 16 مايو 1964 في ويليامسبورت في الولايات المتحدة.